# 법무법인 원
법무법인(유) 원은 대한민국의 로펌이다.
<법무법인(유) 원>은 2009년 설립되었다. 미국 LHDK&W, KBK특허법률사무소 등과의 업무 협약을 체결했으며, 공공전략연구소 등을 운영하였다. 또한 공익활동을 위해 2013년 11월 사단법인 <선>을 설립했다. 2015년 2월 6일, 제주특별자치도 제주시 중앙로 정암빌딩 3층에 분사무소를 내고 개소식을 가졌다. 2017년 6월 대법원에서 사단법인 선이 롯데그룹의 신격호 총괄회장에 대한 한정후견인으로 최종 확정됐다.

## 같이 보기
2012년 3월, 상속과 관련하여 분쟁 상황에 놓인 이건희는 여러 변호사를 선임하였고 법무법인 원의 소속 변호사도 그 대열에 합류하였다.
2015년 3월, 법무법인(유) 원은 두바이 국부펀드인 두바이 투자청(Investment Corporation of Dubai)을 대리하여 쌍용건설 인수건을 자문하였다. 법무법인(유) 원은 본 건 회생기업 M&A와 관련하여 법률실사, 계약서의 작성 및 협상, 국내관계법령에 대한 자문 등의 지원을 두바이 투자청에 제공하였다.